# Zákopčie
Zákopčie este o comună slovacă, aflată în districtul Čadca din regiunea Žilina. Localitatea se află la altitudinea de 516 m deasupra n.m., se întinde pe o suprafață de 29,63 km2 și în 2017 număra 1.761 de locuitori.

## Istoric
Localitatea Zákopčie este atestată documentar din 1661.

## Demografie
| An:                | 1994 | 2004   | 2014   | 2024   |
| ------------------ | ---- | ------ | ------ | ------ |
| Număr de persoane: | 1726 | 1830   | 1797   | 1683   |
| Diferență:         |      | +6,02% | −1,80% | −6,34% |

| An:                | 2023 | 2024   |
| ------------------ | ---- | ------ |
| Număr de persoane: | 1692 | 1683   |
| Diferență:         |      | −0,53% |